# Síndrome de Gitelman
El síndrome de Gitelman una enfermedad genética autosómica recesiva, que afecta la función del túbulo contorneado distal de la nefrona. en el riñón. Este trastorno se caracteriza por niveles bajos de presión arterial, así como alcalosis metabólica hipopotasémica con hipocalciuria e hipomagnesemia. Este síndrome fue descrito por primera vez en 1966 por Gitelman y sus colaboradores.

## Causas

Síndrome de Gitelman se transmite con un patrón autosómico recesivo

El sídrome de Gitelman está causado por mutaciones en el gen SLC12A3 que codifica una proteína que se especializa en el transporte de sodio y cloruro en el túbulo distal renal, lo que media la reabsorción de estos electrolitos y mantiene la homeostasis de sodio y cloruro.